# Rubus aboriginum
Rubus aboriginum es una especie de plantas fanerógamas perteneciente a la familia de las rosáceas. Es nativa de América del Norte.

## Distribución y hábitat
Rubus aboriginum se encuentra en todo el medio oeste y el sur de Estados Unidos del este y noreste de México. Por lo general habita en áreas de suelo rocoso y sombra parcial, tales como bosques abiertos y campos abandonados.

## Descripción
Rubus aboriginum es un espeso arbusto trepador que alcanza un tamaño de 1,8 m de altura y ancho, pero a menudo es más pequeña. Las ramas parecen 'peludas' cuando son jóvenes, y se convierten en suave a medida que maduran, con  cortas espinas ganchudas poco frecuentes. Las hojas son ovadas, con bordes dentados; las flores son de color blanco, con cinco pétalos, y de alrededor de 25 mm  de diámetro. Las frutas se asemejan a pequeñas moras.
Está estrechamente relacionada con Rubus flagellaris, y, a veces se la trata como una subespecie.

## Taxonomía
Rubus aboriginum fue descrita por Per Axel Rydberg y publicado en North American Flora 22(5): 473. 1913.
Etimología
Ver: Rubus
aboriginum: epíteto latíno que significa "original"
Sinonimia
Rubus almus L.H.Bailey

Rubus austrinus L.H.Bailey

Rubus bollianus L.H.Bailey

Rubus clair-brownii' L.H.Bailey

Rubus decor L.H. Bailey

Rubus flagellaris Willd. var. almus L.H.Bailey

Rubus foliaceus L.H. Bailey

Rubus ignarus L.H. Bailey

Rubus ricei L.H. Bailey